# Woodbine (Iowa)
Woodbine es una ciudad ubicada en el condado de Harrison en el estado estadounidense de Iowa. En el Censo de 2010 tenía una población de 1459 habitantes y una densidad poblacional de 423,87 personas por km².

## Geografía
Woodbine se encuentra ubicada en las coordenadas 41°44′4″N 95°42′27″O / 41.73444, -95.70750. Según la Oficina del Censo de los Estados Unidos, Woodbine tiene una superficie total de 3.44 km², de la cual 3.31 km² corresponden a tierra firme y (3.76%) 0.13 km² es agua.

## Demografía
Según el censo de 2010, había 1459 personas residiendo en Woodbine. La densidad de población era de 423,87 hab./km². De los 1459 habitantes, Woodbine estaba compuesto por el 98.77% blancos, el 0.14% eran afroamericanos, el 0.07% eran amerindios, el 0.48% eran asiáticos, el 0% eran isleños del Pacífico, el 0.21% eran de otras razas y el 0.34% pertenecían a dos o más razas. Del total de la población el 0.82% eran hispanos o latinos de cualquier raza.